# Ярославская-Печерская икона Божией Матери
Яросла́вская-Пече́рская ико́на Бо́жией Ма́тери — православная русская икона-фреска, причисленная к чудотворным образам Богородицы. В настоящее время утрачена.
Празднование иконе совершается 14 (27) мая.

## История иконы
Начало почитания иконы связано со следующим преданием. Ярославская гражданка Александра Дмитриевна Добычкина семнадцать лет страдала жестокой болезнью, сначала тоской, потом ломотою в руках и во всех суставах. Бедная женщина не могла спокойно переносить страдания и часто кричала. Она не раз усердно молилась Божией Матери, прося у Нее исцеления.
В 1823 году женщине приснился некий храм, в котором она отчётливо увидела изображение иконы Божией Матери. Посчитав сон вещим, она стала ходить по Ярославлю и искать явленный ей в сонном видении храм. 1 мая она зашла в Ярославский Архиерейский дом и, увидев церковь «Происхождения честных древ», узнала в ней тот самый храм.
С радостным предчувствием она вошла в храм и, как только увидела написанную на стене Печерскую икону Божией Матери, упала на пол и стала корчиться. Очнувшись, Александра почувствовала, что сможет получить исцеление. На следующий день она вновь была в церкви, усердно молилась перед образом о выздоровлении и только захотела приложиться к изображению, как почувствовала внутри себя некое непонятное движение и совершенное выздоровление. С того времени от иконы благодатью Богоматери начали происходить чудеса всем, кто с верою к ней прибегал.
В советское время чудотворное изображение было уничтожено — фреска стены храма оказалась сколотой. Фотографий чудотворной фрески не сохранилось, поэтому восстановить знаменитую икону, по словам музейщиков, сейчас вряд ли возможно.

## Описание
На иконе Богоматерь изображена с Предвечным Младенцем с предстоящими преподобными Антонием и Феодосием, чудотворцами Печерскими.